# Parhydraenida hygropetrica
Parhydraenida hygropetrica är en skalbaggsart som beskrevs av Perkins 1980. Parhydraenida hygropetrica ingår i släktet Parhydraenida och familjen vattenbrynsbaggar. Inga underarter finns listade i Catalogue of Life.